# Listă de jocuri video de rol din 1992–1993
Acesta este un index cuprinzător al jocurilor video de rol comerciale, sortate cronologic după anul apariției. Informațiile referitoare la data lansării, dezvoltatorul, editura, sistemul de operare, subgenul și notabilitatea sunt furnizate acolo unde sunt disponibile. Tabelul poate fi sortat făcând clic pe casetele mici de lângă titlurile coloanelor. Această listă nu include MUD-uri sau MMORPG-uri. Include jocuri roguelike, de acțiune și tactice (timp real).

Aceasta este o listă de jocuri video de rol din 1992 – 1993.

## Legenda
| Platforme de jocuri video |
| ------------------------- |

| 3DO    | 3DO             |
| AMI    | Commodore Amiga |
| Arcade | Arcade game     |
| C64    | Commodore 64    |
| CROSS  | Cross-platform  |
| DOS    | DOS / MS-DOS    |
| FMT    | FM Towns        |

| GB   | Game Boy                                |
| GEN  | Sega Genesis / Sega Mega Drive          |
| GG   | Game Gear                               |
| MAC  | Macintosh / Mac OS                      |
| MSX2 | MSX2                                    |
| NES  | Nintendo Entertainment System / Famicom |
| PC88 | NEC PC-8801                             |

| PC98  | NEC PC-9801                  |
| PCD   | TurboGrafx-CD / PC Engine CD |
| PCE   | TurboGrafx-16 / PC Engine    |
| SCD   | Sega Mega-CD                 |
| SNES  | Super NES / Super Famicom    |
| WIN3X | Windows 3.x                  |
| X68K  | Sharp X68000                 |

| 3DO    | 3DO             |
| AMI    | Commodore Amiga |
| Arcade | Arcade game     |
| C64    | Commodore 64    |
| CROSS  | Cross-platform  |
| DOS    | DOS / MS-DOS    |
| FMT    | FM Towns        |

| GB   | Game Boy                                |
| GEN  | Sega Genesis / Sega Mega Drive          |
| GG   | Game Gear                               |
| MAC  | Macintosh / Mac OS                      |
| MSX2 | MSX2                                    |
| NES  | Nintendo Entertainment System / Famicom |
| PC88 | NEC PC-8801                             |

| PC98  | NEC PC-9801                  |
| PCD   | TurboGrafx-CD / PC Engine CD |
| PCE   | TurboGrafx-16 / PC Engine    |
| SCD   | Sega Mega-CD                 |
| SNES  | Super NES / Super Famicom    |
| WIN3X | Windows 3.x                  |
| X68K  | Sharp X68000                 |

| Tipuri de lansări |
| ----------------- |

| Rerel  | Jocul a fost relansat pe aceeași platformă cu modificări minore sau fără modificări.                                                                                     |
| Port   | Jocul a apărut pentru prima dată pe o altă platformă. Este la fel ca originalul, cu puține sau deloc diferențe.                                                          |
| Remake | Jocul este un remake îmbunătățit al celui original, lansat pe aceeași platformă sau pe o platformă diferită, cu modificări ale graficii, sunetului și/sau gameplay-ului. |
| Compl  | O compilație, antologie sau colecție de mai multe titluri, de obicei (dar nu întotdeauna) aparținând aceleiași serii.                                                    |
| Limit  | O lansare specială (numită adesea Limited sau Collector’s Edition) cu material bonus de colecție. Adesea este furnizată persoanelor care pre-comandă un joc.             |

| Rerel  | Jocul a fost relansat pe aceeași platformă cu modificări minore sau fără modificări.                                                                                     |
| Port   | Jocul a apărut pentru prima dată pe o altă platformă. Este la fel ca originalul, cu puține sau deloc diferențe.                                                          |
| Remake | Jocul este un remake îmbunătățit al celui original, lansat pe aceeași platformă sau pe o platformă diferită, cu modificări ale graficii, sunetului și/sau gameplay-ului. |
| Compl  | O compilație, antologie sau colecție de mai multe titluri, de obicei (dar nu întotdeauna) aparținând aceleiași serii.                                                    |
| Limit  | O lansare specială (numită adesea Limited sau Collector’s Edition) cu material bonus de colecție. Adesea este furnizată persoanelor care pre-comandă un joc.             |

| Note despre genuri |
| ------------------ |

| Action RPG   | Joc video de rol de acțiune.              |
| Tactical RPG | Joc video de rol tactic.                  |
| Roguelike    | Roguelike.                                |
| MMORPG       | Joc de rol cu multiplayer online în masă. |
| MUD          | MUD.                                      |

| FPS/RPG | Shooter first-person / Joc video de rol hibrid (Joc video de rol shooter).                            |
| RTS/RPG | Joc de strategie în timp real / Joc video de rol hibrid (Joc video de rol de strategie în timp real). |
| WRPG    | Joc de rol în stil western.                                                                           |
| JRPG    | Joc de rol în stil japonez.                                                                           |
| Eroge   | Joc japonez cu conținut erotic.                                                                       |

| Action RPG   | Joc video de rol de acțiune.              |
| Tactical RPG | Joc video de rol tactic.                  |
| Roguelike    | Roguelike.                                |
| MMORPG       | Joc de rol cu multiplayer online în masă. |
| MUD          | MUD.                                      |

| FPS/RPG | Shooter first-person / Joc video de rol hibrid (Joc video de rol shooter).                            |
| RTS/RPG | Joc de strategie în timp real / Joc video de rol hibrid (Joc video de rol de strategie în timp real). |
| WRPG    | Joc de rol în stil western.                                                                           |
| JRPG    | Joc de rol în stil japonez.                                                                           |
| Eroge   | Joc japonez cu conținut erotic.                                                                       |

## Lista
| An                            | Titlu                                                                                                  | Dezvoltator                   | Editură                                          | Setări           | Platformă                       | Subgen                      | Serie/Note | Țara de origine |
| ----------------------------- | --- | ----------------------------- | ------------------------------------------------ | ---------------- | ------------------------------- | --------------------------- | --- | --------------- |
| 1992 (JP/UK)                  | Advanced Dungeons & Dragons: Dragons of Flame (EN)                                                     | Atelier Double U.S. Gold      | SSI U.S. Gold Pony Canyon                        | Fantezie         | AMI (Rerel) C64 (Rerel) NES     | Action RPG                  | Advanced Dungeons & Dragons: Dragonlance chronicles | SUA/UK          |
| 1992 (JP/NA)                  | Arcana (EN) Card Master: Rimsaria no Fuuin (JA) カードマスター リムサリアの封印 (JA)                   | HAL                           | HAL                                              | Fantezie         | SNES                            | JRPG/dungeon crawl          | | Japonia         |
| 1992 (JP)                     | Bard's Tale II, The: The Destiny Knight (EN)                                                           | Atelier Double                | Pony Canyon                                      | Fantezie         | NES                             | Dungeon crawl               | The Bard's Tale | SUA             |
| 1992 (JP)                     | Bard's Tale III, The: The Thief of Fate (EN)                                                           | Atelier Double                | Pony Canyon                                      | Fantezie         | PC98                            | Dungeon crawl               | The Bard's Tale | SUA             |
| 1992 (JP)                     | Cyber Knight (EN)                                                                                      | Tonkin House                  |                                                  | Sci-Fi           | SNES (Port)                     | JRPG                        | Cyber Knight | Japonia         |
| 1992 (JP)                     | Dragon Ball Z: Legend of the Saiyans (EN)                                                              |                               | Bandai                                           | Fantezie         | SNES                            |                             | Dragon Ball Z | Japonia         |
| 1992 (JP)                     | Dragon Knight II (EN)                                                                                  | ELF                           | NEC Avenue                                       | Fantastic        | PCD (Port)                      | JRPG. Eroge                 | Dragon Knight | Japonia         |
| 1992 (JP)                     | Dragon Quest (EN)                                                                                      | Enix                          | Enix                                             | Fantezie         | X68K                            | JRPG                        | Dragon Quest | Japonia         |
| 1992 (JP)                     | Dragon Quest V: Hand of the Heavenly Bride (EN) Dragon Quest V: Tenku no Hanayome (JA)                 | Chunsoft                      | Enix                                             | Fantezie         | SNES                            | JRPG                        | Dragon Quest | Japonia         |
| 1992 (JP)                     | Dragon Slayer: The Legend of Heroes (EN)                                                               | Nihon Falcom                  | Epoch                                            | Fantezie         | SNES (Port) FMT(Port)           | JRPG.                       | Dragon Slayer: The Legend of Heroes | Japonia         |
| 1992 (JP) 1993 (JP)           | Dragon Slayer: The Legend of Heroes II (EN)                                                            | Nihon Falcom                  | Nihon Falcom Epoch                               | Fantezie         | PC88 PCD DOS (Port) SNES (Port) | JRPG.                       | Dragon Slayer: The Legend of Heroes | Japonia         |
| 1992 (JP)                     | Emerald Dragon (EN)                                                                                    | Glodia                        | Glodia                                           | Fantezie         | FMT                             | JRPG.                       | Emerald Dragon | Japonia         |
| 1992 (JP) 1993 (NA)           | E.V.O.: Search for Eden (EN)                                                                           | Almanic                       | Enix                                             | Fantezie         | SNES                            | Action RPG.                 | 46 Okunen Monogatari | Japonia         |
| 1992 (JP) 1993 (NA)           | Exile: Wicked Phenomenon (EN) XZR: Janen no Jishou (JA)                                                | Telenet Japan Working Designs |                                                  | Sci-Fi           | PCD                             | Action RPG                  | Exile | Japonia         |
| 1992 (JP)                     | Final Fantasy V (EN)                                                                                   | Square                        | Square                                           | Fantezie         | SNES                            | JRPG.                       | Final Fantasy | Japonia         |
| 1992 (NA) 1993 (PAL)          | Final Fantasy: Mystic Quest (EN)                                                                       | Square                        | Square Nintendo                                  | Fantezie         | SNES                            | JRPG                        | Final Fantasy | Japonia         |
| 1992 (JP)                     | Fire Emblem Gaiden (JA)                                                                                | Intelligent                   | Nintendo                                         | Fantezie         | NES                             | Tactical RPG                | Fire Emblem | Japonia         |
| 1992 (JP)                     | Ganbare Goemon Gaiden 2: Tenka no Zaihou (JA) がんばれゴエモン外伝２ 天下の財宝 (JA)                   | Konami                        | Konami                                           | Fantezie         | NES                             | JRPG.                       | Ganbare Goemon | Japonia         |
| 1992 (JP)                     | Hercules no Eikō III: Kamigami no Chinmoku (JA)                                                        | Data East                     | Data East                                        | Fantezie         | SNES                            | JRPG                        | Hercules no Eikō | Japonia         |
| 1992 (JP)                     | Hercules no Eikō: Ugokidashita Kamigami (JA)                                                           | Data East                     | Data East                                        | Fantezie         | GB                              | JRPG                        | Hercules no Eikō | Japonia         |
| 1992 (JP)                     | Hero Senki: Project Olympus (JA)                                                                       |                               |                                                  | Fantezie         | SNES                            |                             | Super Robot Wars | Japonia         |
| 1992 (JP) 1993 (NA)           | Inindo: Way of the Ninja (EN)                                                                          | Koei                          | Koei                                             | Fantezie         | SNES (Port)                     |                             | Nobunaga's Ambition | Japonia         |
| 1992 (JP)                     | Just Breed (EN) ジャストブリード (JA)                                                                  | Enix                          | Enix                                             | Fantezie         | NES                             | Tactical RPG.               | | Japonia         |
| 1992 (??)                     | Tōgi Ō: King Colossus (EN) 闘技王キングコロッサス (JA)                                                 | Sega                          | Sega                                             | Fantezie         | GEN                             |                             | | Japonia         |
| 1992 (JP)                     | Little Master 2 (EN) リトルマスター2 雷光の騎士 (JA)                                                   | Zener Works                   | Tokuma Shoten                                    | Fantezie         | GB                              | Tactical RPG.               | Little Master | Japonia         |
| 1992 (JP)                     | Light Fantasy (EN)                                                                                     |                               | Tonkin House                                     | Fantezie         | SNES                            |                             | | Japonia         |
| 1992 (JP) 1993 (NA)           | Lunar: The Silver Star (EN)                                                                            | Game Arts Studio Alex         | Game Arts Working Designs                        | Fantezie         | SCD                             | JRPG                        | Lunar | Japonia         |
| 1992 (JP)                     | Magic Candle, The (EN)                                                                                 | Japan Soft Technology         | Sammy                                            | Fantezie         | NES                             | WRPG                        | The Magic Candle | CA              |
| 1992 (JP)                     | Megami Tensei Gaiden: Last Bible (JA) 女神転生外伝 ラストバイブルシリーズ (JA)                         | MIT                           | Atlus                                            | Fantezie         | GG                              | Tactical RPG                | Megami Tensei Gaiden | Japonia         |
| 1992 (NA/JP)                  | Might and Magic IV: Clouds of Xeen (EN)                                                                | New World                     | New World                                        | Fantezie         | DOS MAC PC98                    | WRPG                        | Might and Magic | SUA             |
| 1992 (??)                     | Might and Magic Book One: The Secret of the Inner Sanctum (EN)                                         | New World                     | New World                                        | Fantezie         | NES (Port)                      | WRPG                        | Might and Magic | SUA             |
| 1992 (NA)                     | Order of the Griffon (EN)                                                                              | Westwood                      | Turbo                                            | Fantezie         | PCE                             | Tactical RPG                | Setări de campanie Dungeons & Dragons: Mystara | SUA             |
| 1992 (JP) 1993 (NA)           | Paladins Quest (EN) Lennus (EN)                                                                        | Copya System                  | Asmik Enix                                       | Fantezie         | SNES                            | JRPG                        | Lennus | Japonia         |
| 1992 (JP)                     | Phantasy Star Gaiden (JA)                                                                              | Sega                          | Sega                                             | Fantezie         | GG                              | JRPG                        | Phantasy Star | Japonia         |
| 1992 (JP)                     | Pyramid Sorcerian (EN)                                                                                 | Brother Industries            | Brother Industries                               |                  | MSX2                            | Platform / RPG hybrid.      | Sorcerian | Japonia         |
| 1992 (JP)                     | Record of Lodoss War (EN)                                                                              |                               |                                                  | Fantezie         | PCE                             |                             | Bazat pe romane Record of Lodoss War | Japonia         |
| 1992 (JP)                     | Romancing SaGa (EN)                                                                                    | Square                        | Square                                           | Fantezie         | SNES                            | JRPG.                       | SaGa | Japonia         |
| 1992 (JP)                     | Sengoku / Pyramid Sorcerian (JA)                                                                       | Brother Industries            | Brother Industries                               |                  | MSX2                            | Platform / RPG hybrid       | Sorcerian: Compilare a Add-on Sengoku și Pyramid Sorcerian | Japonia         |
| 1992 (JP)                     | Shin Megami Tensei (JA)                                                                                | Atlus                         | Atlus                                            | Fantezie         | SNES                            | JRPG.                       | Megami Tensei spin-off | Japonia         |
| 1992 (JP) 1993 (NA/EU)        | Shining Force: The Legacy of Great Intention (EN) シャイニング・フォース 神々の遺産 (JA)               | Sonic Software Planning       | Sega                                             | Fantezie         | GEN                             | Tactical RPG                | Shining | Japonia         |
| 1992 (JP)                     | Shining Force Gaiden (JA)                                                                              | Sonic Software Planning       | Sega                                             | Fantezie         | GG                              | Tactical RPG.               | Shining | Japonia         |
| 1992 (JP)                     | Song Master (EN)                                                                                       | Japan Art Media               | Yanoman                                          | Fantezie         | SNES                            |                             | | Japonia         |
| 1992 (JP)                     | Sorcerers Kingdom (EN)                                                                                 | NCS Corp                      | Treco/NCS                                        | Fantezie         | GEN                             | Tactical RPG                | | Japonia         |
| 1992 (JP)                     | Sorcerian (EN)                                                                                         | Nihon Falcom                  | Victor                                           | Fantezie         | PCE (Port)                      | Platform / RPG hybrid.      | Sorcerian | Japonia         |
| 1992 (JP/NA) 1994 (EU)        | Soul Blazer (EN)                                                                                       | Quintet                       | Enix                                             | Fantezie         | SNES                            | Action RPG                  | Soul Blazer series | Japonia         |
| 1992 (JP)                     | Tengai Makyō II: Manjimaru (JA)                                                                        | Red Ent.                      | Hudson Soft                                      | Fantezie         | PCD                             | JRPG                        | Tengai Makyō | Japonia         |
| 1992 (JP)                     | Traysia (EN)                                                                                           | Telenet Japan                 | Renovation Products                              | Fantezie         | GEN                             | Tactical RPG                | | Japonia         |
| 1992 (??)                     | Ultima: Runes of Virtue (EN)                                                                           | Origin                        | FCI                                              | Fantezie         | GB                              | Action RPG.                 | Ultima | SUA/JP          |
| 1992 (NA/JP)                  | Ultima Underworld: The Stygian Abyss (EN)                                                              | Looking Glass                 | Origin                                           | Fantezie         | DOS PC98                        | FPS/RPG (Dungeon crawl)     | Ultima Underworld | SUA             |
| 1992 (JP)                     | Villgust (EN) 甲竜伝説ヴィルガスト, Kōryū Densetsu Virugasuto (JA)                                     | WinkySoft                     | Bandai                                           | Fantezie         | SNES                            | JRPG                        | Villgust | Japonia         |
| 1992 (NA/EU)                  | Warriors of the Eternal Sun (EN)                                                                       | Westwood                      | Sega                                             | Fantezie         | GEN                             | Tactical RPG/WRPG           | Setări de campanie Dungeons & Dragons: Mystara/Hollow World | SUA             |
| 1992 (JP) 1995 (NA)           | Wizardry V: Heart of the Maelstrom (EN)                                                                | ASCII, Game Studio            | ASCII, Naxat, Capcom                             | Fantezie         | SNES (Port) PCD (Port)          | Dungeon crawl               | Wizardry | SUA             |
| 1992 (JP)                     | Xak I & II (EN) サーク１・２ (JA)                                                                      | Riot                          | Riot                                             | Fantezie         | PCD (Remake)                    | Action RPG                  | Xak: Refacere și compilare a I și II | Japonia         |
| 1993 (JP)                     | 3rd Super Robot Wars (EN)                                                                              | Banpresto                     | Banpresto                                        | Sci-Fi           | SNES                            | Tactical RPG.               | Super Robot Wars | Japonia         |
| 1993 (JP/NA)                  | 7th Saga (EN)                                                                                          | Produce                       | Enix                                             | Fantezie         | SNES                            | JRPG                        | | Japonia         |
| 1993 (JP)                     | Albert Odyssey (EN)                                                                                    | Sunsoft                       | Sunsoft                                          | Fantezie         | SNES                            | Tactical RPG                | Albert Odyssey | Japonia         |
| 1993 (JP)                     | Alcahest (EN)                                                                                          | HAL                           | Square                                           | Fantezie         | SNES                            | Action RPG, overhead-view   | | Japonia         |
| 1993 (JP)                     | Aretha (EN)                                                                                            | Japan Art Media               | Yanoman                                          | Fantezie         | SNES                            | JRPG                        | Aretha | Japonia         |
| 1993 (JP)                     | Aurora Quest: Otaku no Seiza in Another World (JA) オーロラクエスト おたくの星座 In Another World (JA) | Pack-In-Video                 | Pack-In-Video                                    | Sci-Fi           | PCD (Remake)                    |                             | Otaku no Seiza: An Adventure in the Otaku Galaxy | Japonia         |
| 1993 (JP) 1994 (NA)           | Breath of Fire (EN)                                                                                    | Capcom                        | Capcom Square                                    | Fantezie         | SNES                            | JRPG.                       | Breath of Fire | Japonia         |
| 1993 (JP) 1994 (NA)           | Dark Wizard (EN)                                                                                       | Sega                          | Sega                                             | Fantezie         | SCD                             | Tactical RPG.               | | Japonia         |
| 1993 (JP)                     | Demon of Laplace (EN)                                                                                  | Group SNE                     | Human                                            | Fantezie         | PCD (Port)                      | JRPG/Survival horror hybrid | | Japonia         |
| 1993 (JP)                     | Dragon Quest I & II (EN)                                                                               | Enix                          | Enix                                             | Fantezie         | SNES (Remake)                   | JRPG.                       | Dragon Quest:Refacere și compilare a Dragon Quest I și Dragon Quest II | Japonia         |
| 1993 (JP)                     | Dual Orb (EN)                                                                                          |                               |                                                  | Fantezie         | SNES                            | JRPG                        | Dual Orb | Japonia         |
| 1993 (NA) 1994 (JP)           | Guardian War (EN)                                                                                      | Micro Cabin                   | Panasonic                                        | Fantezie         | 3DO                             | Tactical RPG                | | Japonia         |
| 1993 (JP) 1994 (NA) 1995 (EU) | Illusion of Gaia (EN)                                                                                  | Quintet                       | Enix Nintendo                                    | Fantezie         | SNES                            | Action RPG                  | Soul Blazer series | Japonia         |
| 1993 (JP/NA) 1996 (EU)        | Lands of Lore: The Throne of Chaos (EN)                                                                | Westwood                      | Virgin                                           | Fantezie         | DOS PC98                        | Dungeon crawl               | Lands of Lore Continuă seria Eye of the Beholder după ce Westwood Studios s-a despărțit de SSI din cauza „diferențelor artistice”                                                                        | SUA             |
| 1993 (JP)                     | Little Master (EN)                                                                                     |                               | Tokuma Shoten                                    | Fantezie         | GB                              | Tactical RPG.               | | Japonia         |
| 1993 (JP)                     | Langrisser: The Descendants of Light (EN) ラングリッサー ～光輝の末裔～ (JA)                           |                               |                                                  | Fantezie         | PCD (Port)                      | Tactical RPG                | Langrisser | Japonia         |
| 1993 (JP/NA)                  | Lufia & The Fortress of Doom (EN) Estpolis Denki (JA) エストポリス伝記 (JA)                            | Neverland                     | Taito                                            | Fantezie         | SNES                            | JRPG                        | Lufia | Japonia         |
| 1993 (NA/JP)                  | Might and Magic V: Darkside of Xeen (EN)                                                               | New World                     | New World                                        | Fantezie         | DOS MAC PC98 (Port)             | WRPG                        | Might and Magic | SUA             |
| 1993 (JP)                     | Mōryō Senki MADARA 2 (JA)                                                                              | Konami                        | Konami                                           | Fantezie         | SNES                            |                             | Bazat pe manga MADARA | Japonia         |
| 1993 (JP)                     | Megami Tensei Gaiden: Last Bible II (JA)                                                               | MIT                           | Atlus                                            | Fantezie         | GB                              | JRPG                        | Megami Tensei Gaiden: Last Bible | Japonia         |
| 1993 (??)                     | Metal Max 2 (EN)                                                                                       | Createch                      | Data East                                        | Fantezie         | SNES                            | Vehicle combat              | Metal Max | Japonia         |
| 1993 (??)                     | Might and Magic II: Gates to Another World (EN)                                                        | New World                     | New World                                        | Fantezie         | SNES (Port) GEN (Port)          | WRPG                        | Might and Magic | SUA             |
| 1993 (JP)                     | Neugier: Umi to Kaze no Koudou (JA) Journey Home: Quest for the Throne (EN)                            | Wolf Team                     | Telenet Japan                                    | Fantezie         | SNES                            | Action-RPG                  | Lansarea în America de Nord a fost anulată. | Japonia         |
| 1993 (JP) 1995 (NA)           | Ogre Battle: March of the Black Queen (EN)                                                             | Quest                         | Quest Enix                                       | Fantezie         | SNES                            | Tactical RPG                | Ogre Battle | Japonia         |
| 1993 (JP)                     | Oni III: Kuro no Hakaikami (JA) ONI III -黒の破壊神- (JA)                                              | Pandora Box                   | Banpresto                                        | Fantezie         | GB                              |                             | Oni | Japonia         |
| 1993 (JP) 1995 (NA/EU)        | Phantasy Star IV: The End of the Millennium (EN)                                                       | Sega-AM7                      | Sega                                             | Sci-Fi           | GEN                             | JRPG                        | Phantasy Star | Japonia         |
| 1993 (JP)                     | Romancing SaGa 2 (EN)                                                                                  | Square                        | Square                                           | Fantezie         | SNES                            | JRPG                        | SaGa | Japonia         |
| 1993 (JP/NA) 1994 (EU)        | Secret of Mana (EN) Seiken Densetsu 2 (JA)                                                             | Square                        | Square                                           | Fantezie         | SNES                            | Action RPG                  | Seiken Densetsu | Japonia         |
| 1993 (JP) 1995 (NA)           | Secret of the Stars (EN) Aqutallion (EN)                                                               | Tecmo                         | Tecmo                                            | Fantezie         | SNES                            | JRPG                        | | Japonia         |
| 1993 (NA) 1994 (JP/EU)        | Shadowrun (EN)                                                                                         | Beam                          | Data East                                        | Sci-Fi           | SNES                            | Action RPG                  | Shadowrun: Bazat pe novel Never Deal with a Dragon | AU              |
| 1993 (JP) 1994 (EU/NA)        | Shining Force II: Ancient Sealing (EN) シャイニング・フォースII 古えの封印 (JA)                        | Sonic Software Planning       | Sega                                             | Fantezie         | GEN                             | Tactical RPG                | Shining | Japonia         |
| 1993 (JP) 1994 (NA)           | Shining Force II: The Sword of Hajya (EN)                                                              | Sonic Software Planning       | Sega                                             | Fantezie         | GG                              | Tactical RPG                | Shining | Japonia         |
| 1993 (JP)                     | Shinseiki Odysselya (JA) The Lost Mission (EN)                                                         | Vic Tokai                     | Vic Tokai                                        | Fantezie         | SNES                            | JRPG                        | Lansarea în America de Nord a fost anulată. | Japonia         |
| 1993 (JP)                     | Silver Saga II (EN)                                                                                    |                               |                                                  | Fantezie         | SNES                            |                             | Silver Saga | Japonia         |
| 1993 (JP)                     | Tengai Makyō: Fuun Kabukiden (JA)                                                                      | Red Ent.                      | Hudson Soft                                      | Fantezie         | PCD                             | JRPG                        | Tengai Makyō | Japonia         |
| 1993 (JP)                     | Trinea (EN)                                                                                            |                               |                                                  | Fantezie         | SNES                            |                             | | Japonia         |
| 1992 (NA/UK) 1993 (??)        | Ultima VI: The False Prophet (EN)                                                                      | Origin                        | Origin                                           | Fantezie         | AMI (Port) SNES (Port)          | WRPG                        | Ultima | SUA             |
| 1993 (NA/JP)                  | Ultima Underworld II: Labyrinth of Worlds (EN)                                                         | Looking Glass                 | Origin                                           | Fantezie         | DOS PC98 (Port)                 | FPS/RPG (dungeon crawl)     | Ultima Underworld | SUA             |
| 1993 (JP)                     | Xak (EN) サーク (JA)                                                                                   | Microcabin                    | Sunsoft                                          | Fantezie         | SNES (Remake)                   | Action RPG                  | Xak series | Japonia         |
| 1993 (JP)                     | Xak III: The Eternal Recurrence (EN) サーク III (JA)                                                   | Microcabin, NEC               | Microcabin, NEC                                  | Fantastic        | PC98 FMT                        | Action RPG                  | Xak series | Japonia         |
| 1993 (JP)                     | Ys IV: The Dawn of Ys (EN)                                                                             | Hudson Soft                   | Hudson Soft                                      | Fantezie         | PCD                             | Action RPG                  | Ys (adaptare necanonică a Mask of the Sun) | Japonia         |
| 1993 (JP)                     | Ys IV: Mask of the Sun (EN)                                                                            | Tonkin House                  | Tonkin House                                     | Fantezie         | SNES                            | Action RPG                  | Ys | Japonia         |
| 1992 (NA/EU) 1994 (DE)        | Abandoned Places                                                                                       | ArtGame                       | CIE                                              | Fantezie         | DOS AMI                         | Dungeon crawler             | Abandoned Places |                 |
| 1992 (NA)                     | The Bard's Tale Construction Set                                                                       | Interplay                     | Interplay                                        | Fantezie         | AMI (Port)                      | WRPG                        | The Bard's Tale design suite | SUA             |
| 1992 (NA)                     | Buck Rogers: Matrix Cubed                                                                              | SSI                           | SSI                                              | Sci-Fi           | DOS                             | Tactical RPG                | Bazat pe franciza Buck Rogers; folosește motorul Gold Box. | SUA             |
| 1992 (NA)                     | Cobra Mission (眼鏡蛇任務)                                                                             | MegaTech Software             | MegaTech Software                                | Present-Day      | DOS                             | Eroge                       | | N/A             |
| 1992 (NA)                     | Dark Queen of Krynn, The                                                                               | MicroMagic                    | SSI                                              | Fantezie         | AMI DOS MAC                     | Tactical RPG                | Advanced Dungeons & Dragons: Dragonlance chronicles; folosește motorul Gold Box. | SUA             |
| 1992 (NA)                     | Darklands                                                                                              | MicroProse                    | MicroProse                                       | Fantezie Istoric | DOS                             | WRPG                        | | SUA             |
| 1992 (NA/UK)                  | Dungeon Master                                                                                         | FTL                           | FTL                                              | Fantezie         | AMI (Rerel)                     | Dungeon crawler             | Dungeon Master | SUA             |
| 1992 (NA)                     | Eye of the Beholder II: The Legend of Darkmoon                                                         | Westwood                      | SSI                                              | Fantezie         | AMI (Port)                      | Dungeon crawler             | Setări Advanced Dungeons & Dragons: Eye of the Beholder, Forgotten Realms | SUA             |
| 1992 (NA)                     | Magic Candle III, The                                                                                  | Mindcraft                     | EA                                               | Fantezie         | DOS                             | WRPG                        | The Magic Candle | CA              |
| 1992 (NA)                     | Pools of Darkness                                                                                      | SSI MicroMagic                | SSI                                              | Fantezie         | AMI (Port) MAC (Port)           | Tactical RPG                | Setări Advanced Dungeons & Dragons Pools ; Forgotten Realms; Utilizează motorul Gold Box | SUA             |
| 1992 (NA)                     | Quest for Glory: So You Want to Be a Hero                                                              | Sierra                        | Sierra                                           | Fantezie         | DOS (Remake)                    | Adventure game/RPG hybrid   | Quest for Glory | SUA             |
| 1992 (NA)                     | Quest for Glory III: Wages of War                                                                      | Sierra                        | Sierra                                           | Fantezie         | AMI DOS MAC                     | Adventure game/RPG hybrid   | Quest for Glory | SUA             |
| 1992 (DE) 1993 (NA/EU)        | Realms of Arkania: Blade of Destiny Das Schwarze Auge: Die Schicksalsklinge                            | Attic                         | Schmidt Spiele (DE) U.S. Gold (EU) Sir-Tech (NA) | Fantezie         | DOS AMI (Port)                  | WRPG                        | adaptare Das Schwarze Auge | DE              |
| 1992 (NA)                     | Spelljammer: Pirates of Realmspace                                                                     | Cybertech                     | SSI                                              | Fantezie         | DOS                             | Space trading               | Setări de campanie Advanced Dungeons & Dragons: Spelljammer; folosește motorul Gold Box | SUA             |
| 1992 (NA)                     | The Summoning                                                                                          | Event Horizon                 | SSI                                              | Fantezie         | DOS                             | WRPG                        | DarkSpyre | SUA             |
| 1992 (NA)                     | Ultima I–VI Series                                                                                     | Origin                        | Software Toolworks                               | Fantezie         | DOS (Comp)                      | WRPG                        | Ultima: Portare și compilare de la I la VI | SUA             |
| 1992 (NA)                     | Ultima: The Second Trilogy                                                                             | Origin                        | Fujitsu                                          | Fantezie         | C64 (Comp) DOS (Comp)           | WRPG                        | Ultima: Portare și compilare de la IV la VI | SUA             |
| 1992 (NA)                     | Ultima VII: The Black Gate                                                                             | Origin                        | Origin                                           | Fantezie         | DOS                             | WRPG                        | Ultima | SUA             |
| 1992 (NA)                     | Ultima VII: Forge of Virtue                                                                            | Origin                        | EA                                               | Fantezie         | DOS                             | WRPG                        | Ultima; expansiune a The Black Gate | SUA             |
| 1992 (NA)                     | Wizardry VII: Crusaders of the Dark Savant                                                             | Sir-Tech                      | Sir-Tech                                         | Fantezie Sci-Fi  | DOS                             | WRPG                        | Wizardry | SUA             |
| 1993 (NA)                     | Betrayal at Krondor                                                                                    | Dynamix                       | Sierra                                           | Fantezie         | DOS                             | Tactical RPG                | Bazat pe romane Riftwar | SUA             |
| 1993 (NA)                     | BloodNet                                                                                               | MicroProse                    | MicroProse                                       | Sci-Fi Horror    | DOS                             | Adventure game/RPG hybrid   | | SUA             |
| 1993 (NA)                     | Bloodstone: An Epic Dwarven Tale                                                                       | Mindcraft                     | Mindcraft                                        | Fantezie         | DOS                             | WRPG                        | Prequel The Magic Candle | CA              |
| 1993 (NA)                     | Dark Sun: Shattered Lands                                                                              | SSI                           | SSI                                              | Fantezie         | DOS                             | Tactical RPG                | Setări de campanie Advanced Dungeons & Dragons: Dark Sun | SUA             |
| 1993 (NA)                     | Dungeon Hack                                                                                           | DreamForge                    | SSI                                              | Fantezie         | DOS                             | Roguelike/dungeon crawler   | Setări Advanced Dungeons & Dragons: Forgotten Realms; folosește motorul Eye of the Beholder | SUA             |
| 1993 (NA)                     | Eye of the Beholder III: Assault on Myth Drannor                                                       | SSI                           | SSI                                              | Fantezie         | DOS                             | Dungeon crawler             | Setări Advanced Dungeons & Dragons: Eye of the Beholder; Forgotten Realms | SUA             |
| 1993 (NA/DE)                  | Forgotten Realms: Unlimited Adventures                                                                 | MicroMagic, Beyond Software   | SSI                                              | Fantezie         | DOS MAC                         | Tactical RPG                | Advanced Dungeons & Dragons; folosește motorul Gold Box | SUA             |
| 1992 (DE) 1993 (NA)           | Might and Magic III: Isles of Terra                                                                    | New World                     | New World                                        | Fantezie         | AMI (Port) MAC (Port)           | WRPG                        | Might and Magic | SUA             |
| 1993 (NA)                     | Quest for Glory IV: Shadows of Darkness                                                                | Sierra                        | Sierra                                           | Fantezie         | DOS WIN3X                       | Adventure game/RPG hybrid   | Quest for Glory | SUA             |
| 1993 (NA)                     | Syndicate                                                                                              | Bullfrog Productions          | Electronic Arts                                  | Cyberpunk        | DOS AMI                         | Tactical RPG                | | SUA             |
| 1993 (NA)                     | Shadow Caster                                                                                          | Raven                         | Origin                                           | Fantezie         | DOS                             | FPS/RPG                     | Motor dezvoltat de ID software. | SUA             |
| 1992 (NA/UK) 1993 (NA)        | Treasures of the Savage Frontier                                                                       | Beyond                        | SSI                                              | Fantezie         | DOS AMI DOS (Rerel)             | Tactical RPG                | Setări Advanced Dungeons & Dragons: Forgotten Realms; folosește motorul Gold Box. Probabil este primul joc în care un NPC se poate îndrăgosti de un personaj jucător dacă comportamentul său o justifică | SUA             |
| 1993 (NA)                     | Ultima VII Part Two: Serpent Isle                                                                      | Origin                        | EA                                               | Fantezie         | DOS                             | WRPG                        | Ultima | SUA             |
| 1993 (NA)                     | Ultima VII, Part Two: Silver Seed                                                                      | Origin                        | EA                                               | Fantezie         | DOS                             | WRPG                        | Ultima: expansiune a Serpent Isle | SUA             |